# Raúl Granillo Ocampo
Raúl Granillo Ocampo (Anillaco, Provincia de La Rioja, 18 de enero de 1948) es un abogado y político argentino, que ejerció diversos cargos en el gobierno de Carlos Saúl Menem, terminando su mandato como Ministro de Justicia entre 1997 y 1999.

## Biografía
Se recibió de abogado a los 19 años de edad en la Universidad Nacional de La Plata, e ingresó en el estudio jurídico del padre de Germán Kammerath.
Desde muy joven fue asesor letrado del Banco Hipotecario Nacional. Amigo personal del gobernador Carlos Menem, nacido en su mismo pueblo, colaboró en su gobierno entre 1973 y 1976. Ocupó cargos secundarios durante el Proceso de Reorganización Nacional en su provincia, y volvió a colaborar con Menem cuando éste fue elegido nuevamente gobernador, en 1983.
En 1985 fue nombrado juez del Superior Tribunal de Justicia de su provincia, cargo que abandonó al año siguiente para cursar estudios superiores. Se doctoró en derecho en Dallas y en la Universidad de Buenos Aires.
En 1989, al asumir Carlos Menem la presidencia de la Nación, fue nombrado secretario Legal y Técnico de la presidencia. Fue el redactor de numerosos decretos de necesidad y urgencia, por los que el gobierno de Menem procedió a reestructurar el Estado nacional, “desregular” la economía y privatizar la mayor parte de las empresas públicas. Fue también el redactor de los indultos a los altos jefes militares presos y procesados por los crímenes cometidos en el marco del Proceso, entre 1976 y 1983.
Fue desplazado del cargo de secretario legal y técnico en 1991, cuando estalló el escándalo conocido como Swiftgate, acusado por otros funcionarios de haber filtrado a la prensa abundante información en torno a esta crisis que involucraba actos de corrupción.
Desde 1989, y hasta 1993, fue profesor de derecho constitucional en la Universidad Católica Argentina.
En 1993 fue nombrado embajador de su país ante los Estados Unidos; su gestión se destacó por el estrechamiento en las relaciones bilaterales. Apoyó firmemente la formación del ALCA.
En 1997 fue nombrado Ministro de Justicia de la Nación. Durante su mandato abogó por la reimplantación de la pena de muerte en el Código Penal Argentino. También apoyó la creación de la Corte Penal Internacional.
En marzo de 1999 fue elegido presidente del Partido Justicialista de la Ciudad Autónoma de Buenos Aires. Al año siguiente fue candidato a senador nacional por la ciudad de Buenos Aires, pero fue derrotado, obteniendo apenas el 1.5% de los votos.
En 2005 fue procesado por presunto enriquecimiento ilícito, acusado de cobrar sobresueldos.